# Jabal Saraj (distrikt)
Jabal Saraj är ett distrikt i Afghanistan. Det ligger i provinsen Parwan, i den nordöstra delen av landet, 70 kilometer norr om huvudstaden Kabul. Administrativ huvudort är Jabal Saraj.
Distriktet beräknades år 2022 ha cirka 75 000 invånare.